# Pakwadi
Pakwadi (nep. पकवादी) – gaun wikas samiti w zachodniej części Nepalu w strefie Gandaki w dystrykcie Syangja. Według nepalskiego spisu powszechnego z 2001 roku liczył on 1218 gospodarstw domowych i 6461 mieszkańców (3717 kobiet i 2744 mężczyzn).